# Matacães
Matacães era una freguesia portuguesa del municipio de Torres Vedras, distrito de Lisboa.

## Historia
Fue suprimida el 28 de enero de 2013, en aplicación de una resolución de la Asamblea de la República portuguesa promulgada el 16 de enero de 2013 al unirse con las freguesias de Santa Maria do Castelo e São Miguel y São Pedro e Santiago, formando la nueva freguesia de Santa Maria, São Pedro e Matacães.